# سنینگن
سنینگن (به لاتین: Senningen) یک منطقهٔ مسکونی در لوکزامبورگ است که در نیدرآنون واقع شده‌است.